# ایندیپندنس (تگزاس)
ایندیپندنس، تگزاس(به انگلیسی: Independence, Texas) شهری در ایالت تگزاس از ایالات جنوبی ایالات متحده آمریکا است.